# Llewellyn Vaughan-Lee
Llewellyn Vaughan-Lee (Londres, 1953) es un maestro sufí, sucesor del linaje de la orden de sufismo Naqshbandiyya-Mujaddidiyya. Doctor en filosofía de psicología junguiana, es un conferencista internacional y autor de numerosos libros sobre sufismo, mística, estudio de los sueños y espiritualidad. 

## Biografía
Nació en Londres, Inglaterra, en 1953. Comenzó a seguir el sendero sufí Naqshbandiyya-Mujaddidiyya a los 19 años, cuando conoció a su maestra Irina Tweedie, autora de Daughter of Fire: A Diary of a Spiritual Training with a Sufi Master, traducido al castellano en su versión abreviada bajo el título, El abismo de fuego. Años más tarde se convirtió en el sucesor de Irina Tweedie y maestro en la orden sufí Naqshbandiyya. En 1991 se mudó al Norte de California, Estados Unidos, donde fundó el centro de sufismo The Golden Sufi Center que hace accesibles las enseñanzas de este linaje sufí. En la actualidad vive en California con su mujer e hijos.
Autor de numerosos libros, Llewellyn Vaughan-Lee ha brindado conferencias a lo largo de los Estados Unidos, Canadá, Europa, Nueva Zelanda y Australia, sobre sufismo, mística, psicología junguiana y el estudio de los sueños. Se especializa en el área de interpretación onírica, integrando la milenaria metodología sufí con el moderno conocimiento interpretativo de la psicología junguiana. Desde el año 2000 sus enseñanzas y escritos se han enfocado en la responsabilidad espiritual en nuestro actual tiempo de transición y en el despertar de la consciencia de unidad a nivel mundial. Recientemente ha escrito sobre el femenino sagrado, el alma del mundo--el anima mundi--, y sobre el emergente campo de la ecología espiritual. También ha creado y organizado varias conferencias sufíes donde se reunieron diferentes órdenes sufíes de los Estados Unidos.
Su trabajo inicial desde 1990 hasta el año 2000, incluyendo sus primeros once libros, fue dedicado a hacer más accesible el sendero sufí al buscador de la Verdad occidental. Su segunda serie de libros, comenzando en el año 2000 con The Signs of God (Los signos de Dios) se centran en las enseñanzas espirituales sobre la unidad y el modo de integrarlas en la vida contemporánea; su último libro de esta serie se llamó, Alchemy of Light (La alquimia de la luz). En el verano del 2013, editó y contribuyó en la antología Spiritual Ecology: The Cry of the Earth (Ecología Espiritual: El clamor de la Tierra); su último libro se tituló Darkening of the Light: Witnessing the End of an Era (El oscurecimiento de la luz: Presenciando el fin de una era).
Llewellyn Vaughan-Lee tuvo un papel destacado en 3 películas: One the Movie (en castellano titulada: Todos Somos Uno) y Wake Up y One Through Love. Además, fue entrevistado en la serie televisiva Global Spirit y en agosto del 2012 por Oprah Winfrey como parte de la serie, Super Soul Sunday. Colaborador regular de revistas espirituales como Sufi Journal, Parabola Magazine y otras publicaciones, también escribe en un blog del diario online Huffington Post.

## Libros

### En castellano
Libros en castellano
- El Sendero del Amor: Enseñanzas de Maestros Sufíes (AlfaOmega: Gaia Ediciones, 2010)
- El relato de Moshkel Gosha, el allanador de obstáculos (Ediciones Obelisco, 2007)
- Sufismo. La transformación del corazón (Mandala Ediciones, 2005)

### En inglés
- The Lover and the Serpent: Dreamwork within a Sufi Tradition (1990) (ya no se imprime)
- The Call and the Echo: Sufi Dreamwork and the Psychology of the Beloved (1992: este libro se reeditó en 1998 bajo el título Catching the Thread: Sufism, Dreamwork, and Jungian Psychology)
- The Bond of the Beloved: The Mystical Relationship of the Lover and the Beloved (1993)
- In the Company of Friends: Dreamwork within a Sufi Group (1994)
- Travelling the Path of Love: Sayings of Sufi Masters (1995)
- ''Sufism: The Transformation of the Hear t (1995)
- The Paradoxes of Love'' (1996)
- The Face Before I Was Born: A Spiritual Autobiography (1997, 2nd Edition 2009 with new Introduction and Epilogue)
- Catching the Thread: Sufism, Dreamwork, and Jungian Psychology (1998)
- The Circle of Love (1999)
- Love is a Fire: The Sufi's Mystical Journey Home (2000)
- The Signs of God (2001)
- Working with Oneness (2002)
- Light of Oneness (2004)
- Moshkel Gosha: A Story of Transformation (2005)
- Spiritual Power: How It Works (2005)
- Awakening the World: A Global Dimension to Spiritual Practice (2006)
- Alchemy of Light: Working with the Primal Energies of Life (2007)
- The Return of the Feminine and the World Soul (2009)
- Fragments of a Love Story: Reflections on the Life of a Mystic (2011)
- Prayer of the Heart in Christian and Sufi Mysticism (2012)
- Spiritual Ecology: the Cry of the Earth (Summer 2013)
- Darkening of the Light: Witnessing the End of an Era (Autumn 2013)

## Artículos y entrevistas en castellano e inglés
- Artículos y entrevistas de Llewellyn Vaughan-Lee en castellano del Golden Sufi Center (en castellano) 5]
- Conferencias de Llewellyn Vaughan-Lee en el Archivo de Audio del The Golden Sufi Center (en inglés)6